# Psychotria muellerdomboisii
Psychotria muellerdomboisii är en måreväxtart som beskrevs av W.N.Takeuchi. Psychotria muellerdomboisii ingår i släktet Psychotria och familjen måreväxter. Inga underarter finns listade i Catalogue of Life.